# Leone Maciel Fonseca
Leone Maciel Fonseca ist ein brasilianischer Politiker.
Fonseca war zunächst Vizepräfekt der Stadt Sete Lagoas (Minas Gerais). Nach dem Rücktritt von Präfekt Ronaldo Canabrava übernahm er 2006 dessen Amt. Er blieb bis 2008 in dieser Funktion.